# Mauro Bertoncello
Mauro Bertoncello (Premosello) es un fotógrafo italiano nacido en la provincia de Novara, durante mucho tiempo se dedica a los retratos y a la representación del desnudo femenino. 

## Obra
Quizás su obra más conocida es Chrysalides. Una obra de imágenes en blanco y negro. Este libro tiene al menos dos ejes, una primera parte sitúa a las chicas en ambientes abandonados y desprovistos de mobiliario, parecen estancias de un castillo o mansión en desuso, en actitudes escultóricas y ocupando un pequeño porcentaje de la imagen total. El alto porcentaje que ocupa el fondo en cada imagen, con función también de textura, no le quita protagonismo a la modelo, su belleza se percibe solitaria, el fotógrafo logra transmitir majestuosidad, imágenes como surgidas de una centenaria contemplación. En el otro eje están los retratos de estas mismas chicas donde captura gestos y actitudes propios de su edad, trata la desnudez de ellas con respeto, mostrando entre tules el autodescubrimiento de ellas, su latente candidez y plenitud de vivir.